# Teodora Cantacuzena (esposa d'Aleix III)
Teodora Cantacuzena, en grec medieval Θεοδώρα Καντακουζηνή, nascuda cap al 1340 -i morta després del 1390, va ser l'emperadriu consort d'Aleix III de Trebisonda.

## Família
Teodora sembla que era una filla de Nicèfor Cantacuzè, sebastocràtor. Segons la història que va escriure el seu parent Joan VI Cantacuzè, Nicèfor va ser empresonat per ordres d'Aleix Apocaucos, un dels principals assessors de Joana de Savoia durant la guerra civil contra Joan VI, el 1341. Més tard, Nicèfor va ser alliberat i va ser nomenat governant d'Adrianòpolis sobre l'any 1350, i nomenat també sebastocràtor. Donald Nicol defensa que Nicèfor era cosí de l'emperador Joan VI. Es desconeix la identitat de la mare de Teodora.

## Casament
Quan l'emperador Miquel de Trebisonda que havia estat deposat, va poder retornar a Constantinoble,després d'un temps de presó, el va acompanyar el tatas (τατᾶς τῆς αὐλῆς) Miquel Sampsó, i li va donar l'encàrrec de trobar una esposa adequada per al nou governant, Aleix III. Donald Nicol diu que l'emperador Joan VI Cantacuzè va organitzar la recerca, «perquè la dona trobada era la filla del seu cosí». Teodora Cantacuzena va arribar a Trebisonda el 3 de setembre de 1351 i el 28 de setembre es va casar amb Aleix III. El matrimoni es va celebrar a l'església de Sant Eugeni, acabada de reconstruir. El seu nou marit tenia aproximadament setze anys. Es creu que Teodora tenia una edat semblant.
El que sabem de la vida de l'emperadriu es basa principalment en la crònica de Miquel Panàret, que sempre és molt breu. La seva crònica menciona a Teodora per nom almenys sis vegades, incloent-hi les notícies del seu matrimoni i la seva mort. Només se la menciona dues vegades més pel seu títol de despoina, i quan dona les notícies del naixement dels dos fills d'Aleix, omet el seu nom. Va acompanyar a Aleix quan va marxar contra Joan Tzanitques i va acabar la seva revolta el març de 1352. Va acompanyar també a Aleix i a la seva mare Irene quan dirigir una flota contra el megaduc rebel Nicetes Escolares el 1355. Els va tornar a acompanyar quan van fugir d'un brot de Pesta Negra a Trebisonda el març de 1362, i va assistir al casament de la seva filla Anna juntament amb Aleix i la seva mare el juny de 1367. L'única notícia de Panàret sobre Teodora que no es pot explicar com a deure del seu paper d'esposa o emperadriu és la seva sorprenent participació a la processó funerària per al fill il·legítim d'Aleix, Andrònic, juntament amb la seva rival, la concubina del seu marit. Andrònic va morir en circumstàncies sospitoses després de caure de les muralles de la ciutadella el 14 de març de 1376.
Aleix II va morir el 20 de març del 1390. Teodora el va sobreviure, retirant-se a un monestir de Constantinoble. És probable que sigui la monja «Teodosia Cantacuzena» que el patriarca Mateu I de Constantinoble va descriure com «la desapareguda emperadriu de l'Orient» en un document de data de juny de 1400, on donava notícia dels diners que la monja havia legat per construir un xenon (hospici) a la ciutat.
Amb Aleix III van tenir set fills:
- Anna (1357 - m. després del 1406), que es va casar amb el rei Bagrat V de Geòrgia.
- Basili (1358-1377)
- Manuel III (1364-1417), que va ser emperador.
- Eudòxia, que es va casar amb Tajeddin, emir de Limnia el 8 d'octubre del 1379.
- Una filla de nom desconegut que es va casar amb Suleiman Beg, emir de Calibis.
- Una altra filla de nom desconegut que es va casar amb Mutahharten, emir d'Erzincan.
- Una altra filla de nom desconegut que es va casar amb Kara Yülük Osman Bey, cap dels Aq Qoyunlu.[1]